# Tom Clancy's Ghost Recon: Island Thunder
Tom Clancy's Ghost Recon: Island Thunder è un'espansione del videogioco Tom Clancy's Ghost Recon prodotto per sistemi Microsoft Windows e Xbox.